# Departamento Pilcomayo
Pilcomayo es un departamento de la provincia de Formosa, Argentina.
Tiene una superficie de 5.342 km² y limita al norte y al este con la República del Paraguay, al sur con el departamento de Formosa, y al oeste con los departamentos de Pirané y Pilagás. Su cabecera es la ciudad de Clorinda.

## Toponimia
El departamento toma su nombre del Río Pilcomayo, que constituye la frontera norte. Esta vía fluvial es conocida desde las primeras exploraciones españolas en la región. Según algunos autores el nombre deriva de las palabras quechuas pishcu (ave) y mayu (río) lo que equivale a «río de las aves». Otros autores señalan que el origen son las palabras quechuas pillco (colorado) y mayu (río). Esta última versión es descriptiva del aspecto de las aguas en algunas épocas del año.

## Localidades
La mayor parte de la población se concentra en la ciudad cabecera del departamento y en menor medida en los otros núcleos urbanos. El resto se distribuye en localidades de carácter rural, algunas de ellas de reciente formación.
| Cabecera (Población 2010) | Ciudades (Población 2010)                                                              | Otras localidades (Población 2010)                                                                        |
| ------------------------- | -------------------------------------------------------------------------------------- | --- |
| Clorinda (52 837 hab.)    | - Laguna Blanca (7411 hab.) - Laguna Naick Neck (2479 hab.) - Riacho He-Hé (4304 hab.) | - Palma Sola (212 hab.) - Puerto Pilcomayo (669 hab.) - Riacho Negro (720 hab.) - Siete Palmas (863 hab.) |

## Demografía

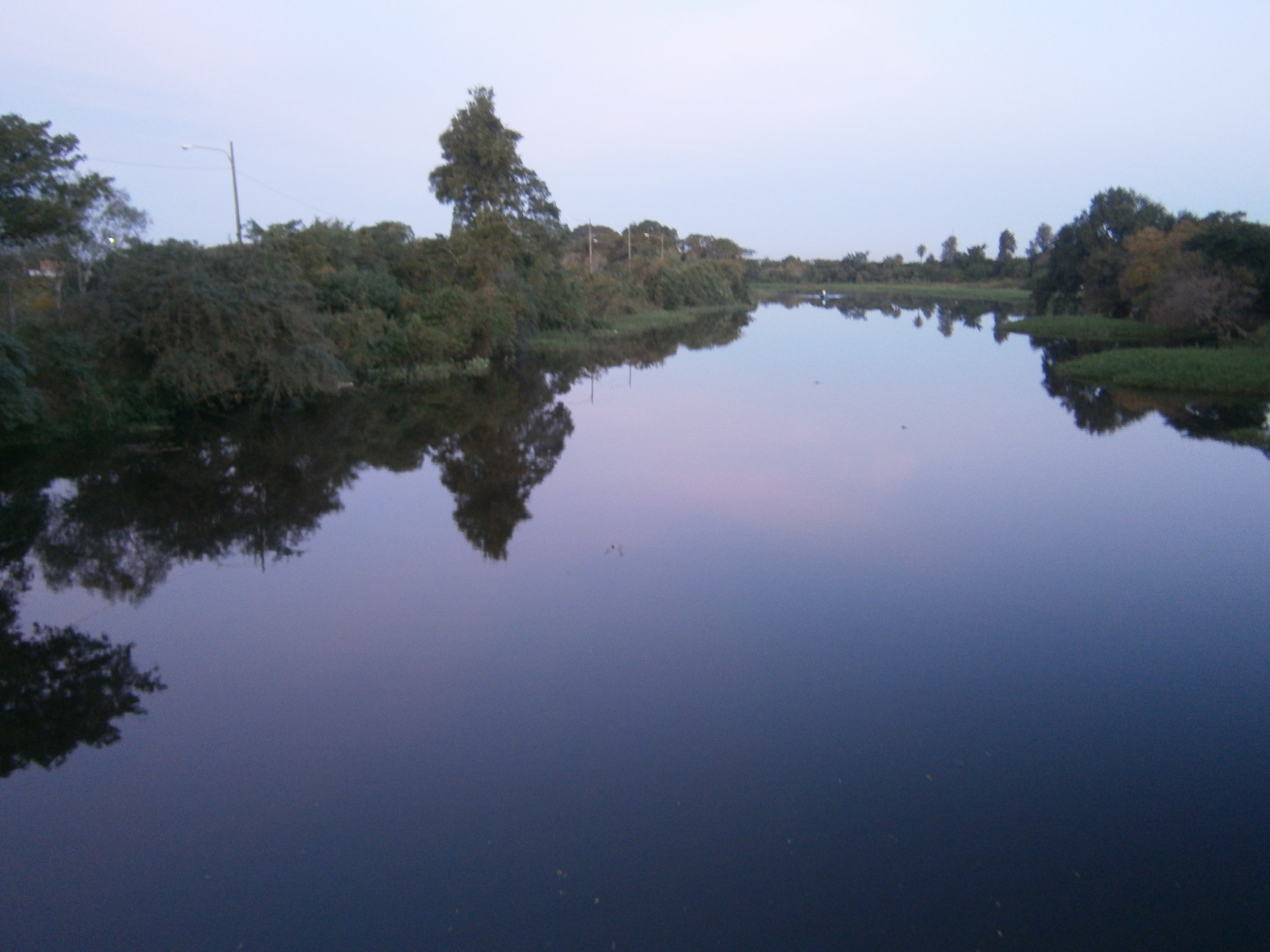
Río Pilcomayo visto desde el Puente Internacional San Ignacio de Loyola: a la izquierda, Puerto Falcón (Presidente Hayes, Paraguay); a la derecha, Clorinda (Formosa, Argentina).

El censo nacional de 1947 registró por primera vez la población del departamento Pilcomayo, —entonces dentro de la jurisdicción del territorio nacional de Formosa—, que ascendía a 19 491 habitantes. El siguiente censo nacional se realizó en 1960 y relevó una población de 32 035 habitantes, con población urbana que ascendía a 10 043 habitantes. Diez años después, el censo de 1970 relevó una población de 42 449 habitantes, 16 125 de ellos registrados como población urbana. En 1980 las localidades de Clorinda, Laguna Blanca y Riacho He He, —localidad entonces conocida como «Teniente General Juan Carlos Sánchez»—, ya estaban consolidadas como núcleos urbanos.
Cuenta con 94 383 habitantes (Indec, 2022), lo que representa un incremento promedio anual del 0.91% frente a los 85 140 habitantes (Indec, 2010) del censo anterior. La mediana de edad se estableció en 30 años.
| Gráfica de evolución demográfica de Departamento Pilcomayo entre 1991 y 2022 |
|                                                                              |
| Fuente: Censos nacionales del INDEC                                          |

## Economía
Con el objetivo de planificar y promover la producción, se establecieron 8 áreas productivas en la provincia de Formosa. La región noroeste del departamento pertenece al área productiva Subtropical Norte y la región este está asociada al área productiva Litoral, ambas caracterizadas por un clima subtropical húmedo y sub-húmedo.
La economía se basa en la producción agropecuaria. Son relevantes los cultivos de bananas, algodón y maíz y la producción y faena de bovinos

## Ecología

### Áreas naturales protegidas
A 15 km de la cabecera del departamento se encuentra el parque nacional Río Pilcomayo. Creado en 1951, abarca una superficie aproximada de 52 000ha (520 km²). En mayo de 1992 fue designado sitio Ramsar.

### Cursos Fluviales

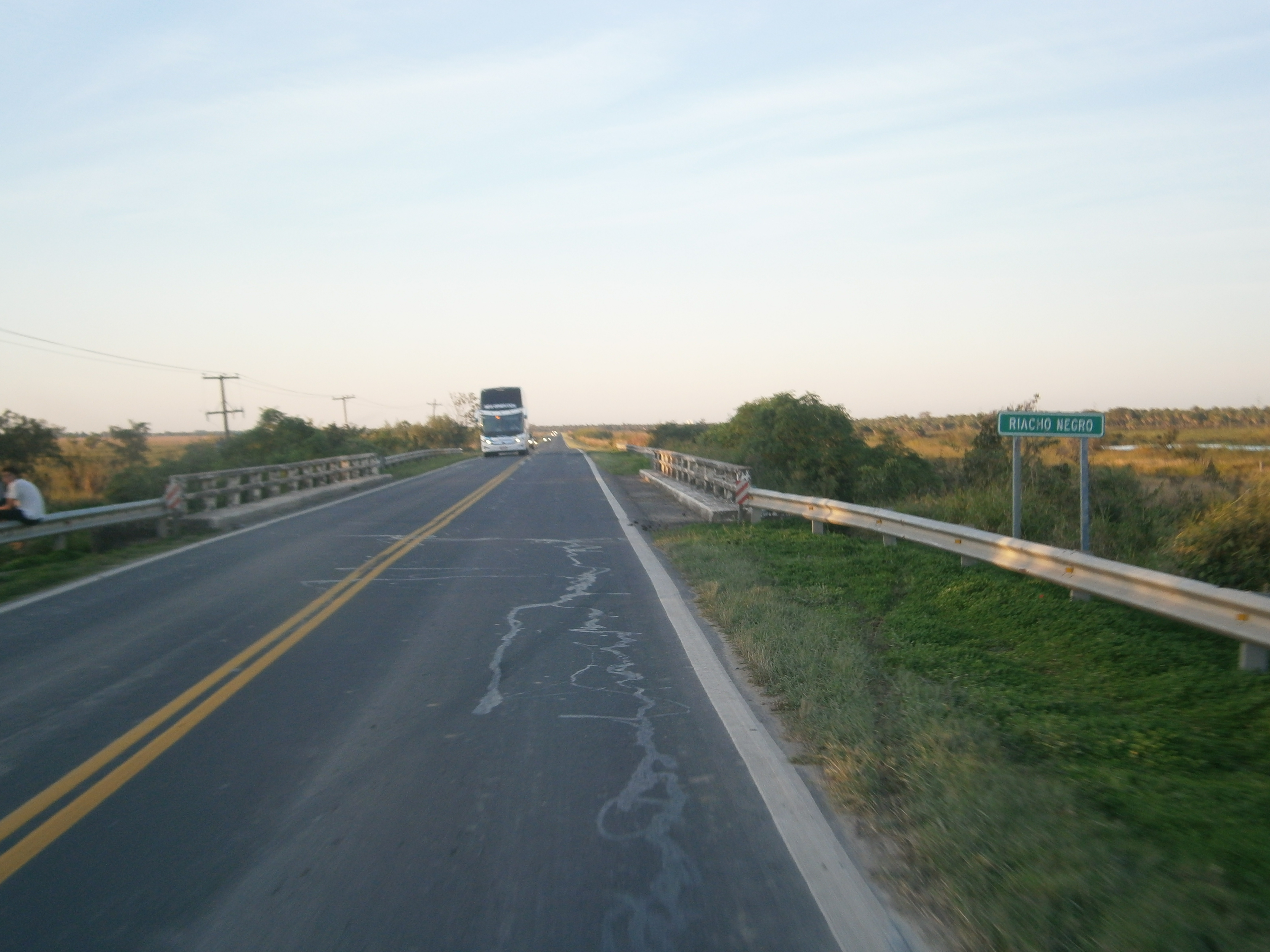
Puente de la Ruta Nacional 11 sobre el Riacho Negro.

- Río Pilcomayo
- Río Paraguay
- Riacho Porteño
- Riacho Negro
- Riacho He Hé
- Riacho Malvinas

## Transporte

### Rutas nacionales
- Ruta Nacional 11
- Ruta Nacional 86

### Rutas provinciales
- Ruta provincial 2
- Ruta provincial 4
- Ruta provincial 6
- Ruta provincial 2
- Ruta provincial 14

### Pasos Internacionales
- Puente Internacional San Ignacio de Loyola